# Diaperia prolifera
Espèce
Synonymes
- Evax prolifera Nutt. ex DC., 1836 (basionyme)[1]
- Filago nuttallii Shinners, 1964[1]
- Filago prolifera (Nutt. ex DC.) Britton, 1894[1]

Diaperia prolifera est une espèce de plantes à fleurs  de la famille des Asteraceae et du genre Diaperia, originaire d'Amérique du Nord.

## Taxonomie
L'espèce est décrite en premier officiellement par le botaniste suisse Augustin-Pyramus de Candolle en 1836, à partir des travaux du britannique Thomas Nuttall ; elle est alors classée dans le genre Evax sous le nom binominal Evax prolifera. En 1841, Nuttal renomme l'espèce Diaperia prolifera pour le nouveau genre Diaperia. L'espèce a également été classée dans le genre Filago sous les noms Filago nuttallii et Filago prolifera. Le nom correct est cependant Diaperia prolifera.

## Description

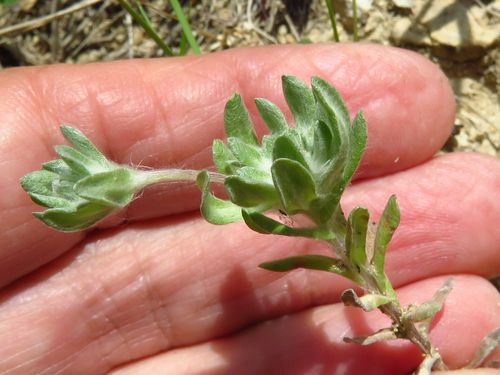
Diaperia prolifera dans une main humaine.

### Appareil végétatif
C'est une plante annuelle vert grisâtre à argenté, d'une hauteur de 3 à 15 cm, séreuse à lanugineuse. Les tiges sont généralement de 2 à 10 ; les branches sont proximales et distales, distales opposées ou, parfois, semblent alternes lorsqu'elles sont inégales ; il n'y en a rarement aucune. Les plus grandes feuilles sont longues de 7–15 mm et larges de 2–4 mm ; les feuilles sont en capitules sous-tendant les glomérules, également visibles entre les têtes et les dépassant.

### Appareil reproducteur

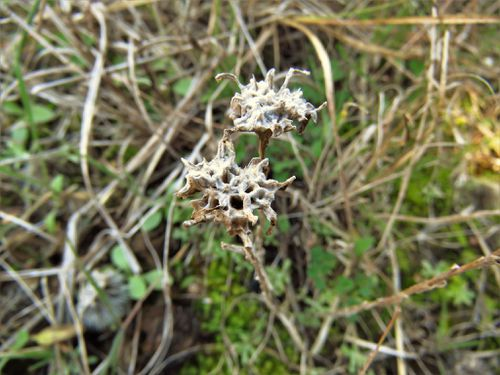
Inflorescences.

Les capitules sont en réseaux strictement dichasiformes ou pseudo-polytomes (semblant parfois monochasiformes), cylindriques à plus ou moins ellipsoïdes, de 3,5–4,5 mm, d'une hauteur 2 à 3 fois supérieure au diamètre. Les réceptacles sont largement ou étroitement coniques, de 0,4 à 0,6 mm ou plus ou moins 0,9–1,1 mm, hauts de 0,5-0,7 ou de 2–2,4 fois les diamètres. Le pistil est imbriqué, le plus long de 2,5–4 mm. Il y a plus ou moins trois étamines, aux sommets dressés à légèrement étalés, plus ou moins plans. Les fleurons staminés sont fonctionnels par 2 à 4 ; les ovaires sont partiellement développés, mesurant 0,4–0,6 mm ; les corolles sont cachées dans les têtes, actinomorphes, de 1,4–2 mm, glabres, les lobes égaux. Les fruits sont des cypsèles plus ou moins angulaires, obcompressées, mesurant généralement 0,9–1,2 mm.

### Variabilité
Deux variétés ont été décrites :
- Diaperia prolifera var. prolifera, variété type, grisâtre à verdâtre[2] ;
- Diaperia prolifera var. barnebyi décrite par James D. Morefield en 2004, nommée en hommage à Rupert Charles Barneby[3]. Cette variété est de couleur blanc argenté[2].

Des intermédiaires entre les deux variétés se produisent là où leurs aires de répartition se croisent dans le centre du Texas et de l'Oklahoma.